# ميريام فارس
ميريام فارس (ولدت في 3 مايو 1983)، مغنية وفنانة استعراضية وممثلة لبنانية.

## النشأة
ولدت في قرية كفر شلال، صيدا في جنوب لبنان لأبوين لبنانيين، شقيقتيها "جيهان" ورولا، وهذه الأخيرة هي مديرة أعمالها وكاتبة أغنية «حقلق راحتك». يعمل والدها في تصميم الذهب والمجوهرات وقد صمم لها أظافر من ذهب اشتهرت بها في بداياتها، ووالدتها تدعى سهام تعمل في تصميم الأزياء والتي صممت لها العديد من الأزياء أهمها ما ارتدته في كليب لا تسألني. كانت بدايتها الفنية في الرقص إذ تعلمت رقص البالية منذ جيل 5 سنوات وفي التاسعة من عمرها شاركت في برنامج المواهب الصغيرة الذي بثه تلفزيون لبنان وحازت على الجائزة الأولى.
درست ميريام في معهد الموسيقى الوطني «الكونسرفاتوار» لمدة أربع سنوات، وشاركت في سن السادسة عشرة في مهرجان الأغنية اللبناني على شاشة تلفزيون لبنان حيث ربحت الجائزة الذهبية. وبعد ذلك شاركت في ستوديو الفن ضمن فئة الأغنية الشعبية اللبنانية.
بدأ المشوار الفني الحقيقي للفنانة ميريام فارس بعد أن قامت شركة ميوزيك ماستر بإنتاج أول ألبوم لها بعنوان «أنا والشوق» عام 2003 في نيوزيلندا]]، كما قامت بتصوير أغنيتين من الألبوم على طريقة الفيديو كليب وهما «أنا والشوق» و«لا تسألني».
عام 2005 أطلقت ألبومها الثاني الذي حمل عنوان «ناديني»، ثم ألبوم «بتقول إيه» عام 2008.
خاضت ميريام تجربة التمثيل من خلال آداء الدور الرئيسي في الفيلم الغنائي اللبناني «سيلينا» عام 2009.

## السيرة المهنية
بدأت انطلاقة ميريام بإصدارها ألبومها الأول أنا والشوق وضم ثمان أغنيات في أكتوبر 2003 عن طريق شركة ميوزك بوكس، وقد حقق نجاحا كبيرا في الأسواق، وقامت بتصوير أغنيتين من الألبوم على طريقة الفيديو كليب هما أنا والشوق ولا تسألني.
في عام 2005 اصدرت ميريام ثاني ألبوماتها ناديني (ألبوم) والذي جعل منها نجمة صف أول بامتياز وأصبحت حفلاتها الأنجح في مصر خاصة وهي فنانة لبنانية، وقامت بتصوير ثلاثة أغاني من الألبوم بطريقة الفيديو كليب، ناديني وحقلق راحتك واحشني إيه.
في عام 2008 أصدرت ميريام ثالث ألبوماتها تحت اسم مش أنانية والذي أبهر الجميع لكونه أول أعمال ميريام والذي لم تستخدم في أي لوحات استعراضية وقد حقق أعلى المبيعات، ولقبت من خلاله بنجمة الشباب الأولى، احتوى الألبوم على عدة أعمال ناجحة ابتداء من مكانه وين أول أغنية خليجية لميريام والتي حققت نجاح منقطع النظير في الخليج، مرورا ب بتروح وأيام الشتي انتهاء ب إيه اللي بيحصل والتي حققت نجاح تخطى العالم العربي وتم لعبها في أشهر النوادي وتغنى بها مغنيين من مختلف مناطق العالم.
في عام 2009 كانت ميريام نجمة حفلات العالم العربي والسبب في ذلك استعراضاتها التي صاحبت غنائها مما جعل الجميع يلقبها ب (ملكة المسرح)، وذلك خلال حفل ليالي فبراير في الكويت. في رمضان 2010 قامت ميريام أول فنانة لبنانية بعمل فوازير فوازير ميريام فارس الذي عرض على قناة القاهرة والناس وحققت نجاحاً باهراً، ذلك ما جعل اسمها يرتبط بالفنانتين نيللي وشريهان أسطورتي الفوازير.
عام 2011 شهد أعلى نجاحات ميريام، ابتداء من إنشائها شركة الإنتاج الخاصة بها (ميريام ميزيك) والتي حققت أعلى النجاحات كشركة خاصة بفنان، مرورا بألبوم من عيوني والذي تصدر مبيعات العالم العربي لثلاث أشهر، وقد احتوى على ألوان غنائية عديدة كاللون المغربي والعراقي، الإماراتي والسعودي، مما جعل من ميريام أكثر فنانات الوطن العربي نجاحا في اللون الخليجي وأعلى مبيعات لادألبوم خليجي من قبل فنانة لبنانية. تم تصوير ثلاث أعمال من ذلك الألبوم خلال 2011 وهي (من عيوني)، (خلاني)، وأغنية (اتلاح) والتي صورت على شكل رقصة من برنامج فوازير ميريام فارس.
عام 2011 أيضا اختارت شركة جوجل العالمية ميريام فارس كسفيرة لها في منطقة الشرق الأوسط، كونها الشخصية العربية الأكثر بحثاً في موقع غوغل، وبالتالي يكون هذا الأمر إضافة واستكمالاً لنجاحاتها.
في عام 2012 أكملت ميريام نجاح ألبومها وأصدرت نسخة ثانية بعد نفاذ النسخة الأولى للألبوم وتم إضافة أغنية جديدة بعنوان القصايد والتي حققت نجاحا باهرا بالإضافة لكليب الأغنية الضخم والذي احتوى على جودة في التصوير والكاميرات لم تكن مستخدمة في العالم العربي. استكمالا لنجاحاتها اختارات شركة جوجل ميريام كسفيرة لها، كونها الشخصية العربية الأكثر بحثا في جوجل خلال عام 2011
في عام 2014، أقامت حفلا جماهيريا على شاطئ الساحل السمالي أنتجه المنتج المصري ياسر زايد وقد لاقى الحفل نجاحا جماهيريا كبيرا 
في عام 2015 أصدرت ميريام ألبومها الرابع تحت اسم آمان، والذي تضمن 13 أغنية منها الأغنية المصورة فيديو كليب والتي تحمل نفس اسم الألبوم آمان، وأغنية دقوا الطبول التي هي الأخرى صورت فيديو كليب في 7 نوفمبر 2014. وقد تلقى الألبوم نجاحا ساحقا وقبولا جماهريا بحيث شهد تنوع لغوي وفني وثقافي لبعض البلدان العربية.
أما عام 2016 فقد أصدرت ميريام أغنية تحت عنوان غافي، التي تم تصويرها على شكل فيديو كليب الذي تضمن مشاهد حقيقية مع ابنها المولود الجديد (جايدن)، وكان قد تم إصدار الأغنية بعد حفل ميريام في مهرجان موازين بيوم واحد حيث صرحت أثناء الحفل أن الكليب سيصدر حصريا على قناتها على موقع يوتيوب، بعد ذلك بفترة صورت ميريام كليب آخر لأغنية غروك وتم إصدارها بشكل حصري على قناة ميريام فارس على اليوتيوب في 14 من شهر أكتوبر لعام 2006. في أبريل 2025، فاجأت النجمة اللبنانية ميريام فارس جمهورها مؤخرًا بخطوة فنية جديدة من خلال فيديو كليب أغنيتها "لحبيبي"، حيث شاركت في كتابة وتلحين الأغنية، إلى جانب قيامها بمهمة التوزيع الموسيقي لأول مرة في مسيرتها الفنية.

### التمثيل
في عام 2009 لعبت ميريام دور البطولة في فيلم سوري يحمل عنوان سيلينا.
بعد ذلك بقليل قامت ميريام بعمل فوازير عرضت على قناة القاهرة والناس بعنوان فوازير ميريام فارس في رمضان 2010، وحققت نجاحاً باهراً من خلاله، وفي رمضان 2014 لعبت دور البطولة في مسلسل مصري يحمل اسم اتهام، والتي تألقت فيه إلى جانب الممثل المصري حسن الرداد.

## الحياة الشخصية
في عام 2014 تزوجت ميريام من رجل الأعمال الأمريكي ذي الأصول اللبنانية داني ميتري بحضور 14 شخصاً فقط وفي سرية تامة بعيداً عن وسائل الإعلام. وقد أنجبت منه ولدين جايدن و ديف

### خلافات
في سبتمبر 2009 صرحت المطربة اللبنانية قمر بأن ميريام تسعي إلي «تطفيشها» علي حد قولها من شركة ميلودي التي يملكها المليونير المصري جمال مروان، وتعتبر ميريام الفتاة المدللة للشركة، وكانت نهاية هذه الخلافات انفصال قمر عن الشركة وانضمامها إلي عالم الفن.[بحاجة لمصدر]
لم يكن هذا نهاية الخلافات في حياتها، ففي شهر نوفمبر 2009 أعلنت ميريام انضمامها للجروب المطالب بإغلاق جريدة الشروق الجزائرية لما سببته من فتنة بين مصر والجزائر، وكان علي اثرها نزاع كأس العالم بين مصر والجزائر 2009 بالسودان في المباراة الفاصلة من التصفيات الأفريقية المؤهلة لنهائيات كأس العالم 2010.[محل شك][بحاجة لمصدر]

## ألبومات
هذا القسم يتضمن أهم أعمال ميريام فارس، لتصفح كافة أعمالها إطلع على قائمة أعمال ميريام فارس.
- ميريام (ألبوم) (2003)
- ناديني (2005)
- بتقول ايه (2008)
- من عيوني (2011)
- آمان (2015)

## وصلات خارجية
- الموقع الرسمي
- ميريام فارس على موقع IMDb (الإنجليزية)
- ميريام فارس على موقع قاعدة بيانات الأفلام العربية
- ميريام فارس على موقع ميوزك برينز (الإنجليزية)
- ميريام فارس على موقع ديسكوغز (الإنجليزية)